# Synchronisation von Chaos
Synchronisation von Chaos ist ein Phänomen, bei dem sich das Verhalten zweier oder mehrerer gekoppelter, dissipativer, chaotischer Systeme synchronisiert. Aufgrund des exponentiellen Auseinanderlaufens zweier benachbarter Trajektorien in einem chaotischen System scheint eine Synchronisation zunächst erstaunlich. Trotzdem ist die Möglichkeit der Synchronisation von gekoppelten oder getriebenen Oszillatoren experimentell und theoretisch relativ gut etabliert und verstanden. Es ist ein vielseitiges Phänomen mit vielen Anwendungsmöglichkeiten in unterschiedlichen Fachgebieten.

## Eigenschaften und Geschichte
Chaotische Synchronisation ist eng verwandt mit dem noch stärkeren kontrollierten Chaos. Synchronisation und kontrolliertes Chaos sind Bestandteile der Chaosforschung sowie der physikalischen Kybernetik.
Die Möglichkeit der Synchronisation von chaotischen Systemen wurde 1990 durch die Arbeit von Louis M. Pecora und Thomas L. Carroll entdeckt und dann zwei Jahre später durch Kevin M. Cuomo und Alan V. Oppenheim weiterentwickelt. Vor dieser Entdeckung hätten viele Leute wahrscheinlich bezweifelt, dass sich zwei chaotische Systeme synchronisieren lassen, schließlich haben diese ja die Eigenschaft, sehr empfindlich gegenüber leichten Änderungen der Anfangsbedingungen zu sein.
Je nach Art der betrachteten Systeme und Kopplungen nimmt sie unterschiedliche Formen an. Alle Formen der Synchronisation haben gemeinsam, dass sie asymptotisch stabil sind. Das bedeutet, dass, sobald die synchrone Schwingung sich eingestellt hat, kleine Störungen, welche die Synchronisation zerstören würden, rasch gedämpft werden, sodass die synchrone Schwingung wieder hergestellt wird. Mathematisch zeigt sich diese asymptotische Stabilität dadurch, dass der positive Ljapunow-Exponent des Gesamtsystems, bestehend aus allen Oszillatoren, negativ wird, wenn eine chaotische Synchronisation erreicht wird.
Auch außerhalb von chaotischen Systemen kann bei gekoppelten selbsterregten Oszillatoren Synchronisation auftreten. In diesem Falle spricht man von Frequenzmitnahme.

## Formen der Synchronisation

### Identische Synchronisation
Diese Art der Synchronisation wird auch komplette oder vollständige Synchronisation genannt. Sie kann bei identischen chaotischen Systemen stattfinden. Die Systeme nennt man komplett synchronisiert, wenn es Anfangsbedingungen gibt, bei denen die Systeme sich im weiteren Verlauf identisch entwickeln. Ein Beispiel für einen der einfachsten Fälle, sind zwei diffusiv gekoppelte Systeme. Dieser Fall lässt sich mit folgenden Differentialgleichungen beschreiben:
{\displaystyle x^{\prime }=F(x)+\alpha (y-x)}
{\displaystyle y^{\prime }=F(y)+\alpha (x-y)}
dabei ist {\displaystyle F} das Vektorfeld, das die Dynamik der einzelnen chaotischen Systeme beschreibt und {\displaystyle \alpha } der Kopplungsparameter. Die Gleichung {\displaystyle x(t)=y(t)} definiert einen invarianten Unterraum des gekoppelten Systems. Wenn dieser Unterraum lokal attraktiv ist, dann lässt sich identische Synchronisation beobachten.
Wenn die Kopplung der beiden Oszillatoren zu gering wird, führt das chaotische Verhalten dazu, dass nah beieinander liegende Trajektorien divergieren. Wenn der Kopplungsparameter jedoch groß genug ist, wird dieses Verhalten durch die Kopplung unterdrückt. Um den kritischen Wert des Kopplungsparameters zu finden, bei dem diese Verhaltensänderung eintritt, betrachten wir die Differenz {\displaystyle v=x-y}. Wir entwickeln dieses Vektorfeld {\displaystyle v} in einer Taylorreihe. Wenn man annimmt, dass der Wert klein ist, lassen sich die Terme höherer Ordnung vernachlässigen. Man erhält so eine lineare Differentialgleichung, welche das Verhalten der Differenz beschreibt.
{\displaystyle v^{\prime }=DF(x(t))v-2\alpha v}
hierbei ist {\displaystyle DF(x(t))} die Jacobi-Matrix des Vektorfelds bezüglich der Lösungsrichtung. Wenn {\displaystyle \alpha =0} ist, erhalten wir
{\displaystyle u^{\prime }=DF(x(t))u,}
Die Dynamik eines chaotischen Systems liefert die Gleichung {\displaystyle \|u(t)\|\leq \|u(0)\|e^{\lambda t}}, wobei {\displaystyle \lambda } der größte Ljapunow-Exponent des Systems ist. Mit dem Ansatz {\displaystyle v=ue^{-2\alpha t}} gelangt man von der Gleichung für {\displaystyle v} zu einer Gleichung für {\displaystyle u}. Wir erhalten somit
{\displaystyle \|v(t)\|\leq \|u(0)\|e^{(-2\alpha +\lambda )t}.}
Wenn die Stärke der Kopplung {\displaystyle \alpha >\alpha _{c}} für alle {\displaystyle \alpha } also über dem kritischen Punkt {\displaystyle \alpha _{c}=\lambda /2} liegt, zeigt das System vollständige Synchronisation. Die Existenz dieses kritischen Punktes hängt von den Eigenschaften der einzelnen chaotischen Systeme ab.
Mit dem obenstehenden Verfahren erhält man normalerweise den richtigen Wert der kritischen Kopplungskonstante für die Synchronisation der Systeme. In einigen Fällen, kann es jedoch vorkommen, dass die Synchronisation der Systeme auch bei Kopplungsstärken größer als dem berechneten kritischen Wert verloren geht. Dieses Verhalten kommt dadurch zustande, dass die nichtlinearen Terme, die bei der obenstehenden Linearisierung vernachlässigt wurden eine wichtige Rolle spielen können, indem sie die exponentielle Bindung für das Verhalten der Differenz {\displaystyle v} zerstören. Es ist jedoch immer möglich mit einem gründlicheren Verfahren dieses Problem zu lösen und eine kritische Kopplungskonstante zu errechnen, sodass die Stabilität nicht mehr von den nichtlinearen Termen beeinflusst wird.

### Generalisierte Synchronisation
Diese Art der Synchronisation wird üblicherweise beobachtet, wenn die gekoppelten chaotischen Oszillatoren unterschiedlich sind, es ist aber auch schon bei identischen Oszillatoren beobachtet worden. Nach einer anfänglichen Übergangszeit hängen die Zustände der beiden Systeme dann über eine Funktion {\displaystyle \Phi } zusammen.
{\displaystyle [y_{1}(t),\dotsc ,y_{n}(t)]=\Phi [x_{1}(t),\dotsc ,x_{n}(t)]}
Die Vektoren {\displaystyle [y_{1}(t),\dotsc ,y_{n}(t)]} und {\displaystyle [x_{1}(t),\dotsc ,x_{n}(t)]} beschreiben dabei die jeweiligen Zustände des Systems. Die Gleichung sagt dann aus, dass der Zustand eines Systems sich vollständig durch den Zustand des anderen bestimmen lässt. Wenn die Systeme wechselseitig gekoppelt sind, muss die Funktion {\displaystyle \Phi } invertierbar sein. Wenn es sich lediglich um ein Antriebs-Reaktions-Verhältnis handelt, muss dies nicht der Fall sein. Die identische Synchronisation ist ein Spezialfall der generalisierten Synchronisation. Bei ihr ist die Funktion {\displaystyle \Phi } die Identität.

### Phasensynchronisation
Eine Kopplung, bei der lediglich die Phasenverschiebung der gekoppelten chaotischen Oszillatoren konstant bleibt, während die Amplituden voneinander unabhängig sind, nennt man Phasensynchronisation. Eine solche Synchronisation ist auch bei nicht identischen Systemen möglich. Um eine Phase für die Schwingung definieren zu können, muss man zunächst ähnlich einer Poincaré-Abbildung eine Hyperebene im Phasenraum finden, auf der die Projektion der Bewegung des Oszillators sich als Rotation um ein wohldefiniertes Zentrum darstellen lässt. In diesem Fall wird die Phase durch den Winkel {\displaystyle \phi (t)} definiert, das sich durch das Segment ergibt, wenn man die Position des Oszillators und die Projektion derselben auf die Hyperebene jeweils mit dem Zentrum verbindet.
Für den Fall, dass sich ein solches Zentrum nicht finden lässt, kann man eine Phase durch andere Techniken der Signalverarbeitung, wie einer Hilbert-Transformation definieren. In jedem Fall lässt sich dann die Phasensynchronisation durch die Relation
{\displaystyle n\phi _{1}(t)=m\phi _{2}(t)}
ausdrücken, wobei {\displaystyle \phi _{1}} und {\displaystyle \phi _{2}} jeweils die Phasen des Systems und {\displaystyle m} und {\displaystyle n} ganze Zahlen sind.

### Vor- und Nachlaufsynchronisation
In diesem Fall sind die Zustände der chaotischen Systeme durch ein Zeitintervall {\displaystyle \tau } verbunden.
{\displaystyle [y_{1}(t),\dotsc ,y_{n}(t)]=[x_{1}(t+\tau ),\dotsc ,x_{n}(t+\tau )]}
Das bedeutet, ein Oszillator folgt zeitversetzt der Bewegung des anderen beziehungsweise läuft dem anderen voraus. Ein solches Vorauslaufen lässt sich in einem System retardierter Differentialgleichungen beobachten, die in einer Antriebs-Reaktions-Konfiguration gekoppelt sind. Nachlaufsynchronisation kann bei phasensynchron gekoppelten Oszillatoren vorkommen, wenn die Stärke der Kopplung erhöht wird.

### Amplituden-Einhüllendensynchronisation
Diese schwache Form der Synchronisation kann zwischen zwei schwach gekoppelten chaotischen Oszillatoren auftreten. In diesem Fall gibt es weder eine Übereinstimmung der Amplituden, noch der Phasen wie bei phasensynchronisierten Oszillatoren. Stattdessen entwickelt sich eine periodische Einhüllendenfunktion, welche in beiden Systemen die gleiche Frequenz besitzt. Ähnlich wie bei gekoppelten Pendeln hat die Frequenz die gleiche Größenordnung wie der Unterschied der mittleren Schwingungsfrequenzen der beiden chaotischen Oszillatoren. Häufig geht eine solche Amplituden-Einhüllendensynchronisation einer Phasensynchronisation voraus, was heißen soll, dass wenn die Stärke der Kopplung erhöht wird, sich eine Phasensynchronisation einstellt.

## Beispiel der Synchronisation bei einem Lorenz-Attraktor
Die Synchronisation von chaotischen Systemen lässt sich zum verschlüsselten Übertragen von Nachrichten nutzen. Eine Möglichkeit sind chaotische Laser oder elektrische Schaltungen. Dazu lässt sich beispielsweise eine elektrische Umsetzung des Lorenz-Attraktors konstruieren. Eine Verschlüsselungsmethode ist das chaos masking, bei der das eigentliche Signal mit einer viel stärkeren chaotischen Schwingung überlagert wird, sodass ein Außenstehender nur ein Rauschen empfängt. Mit einer entsprechenden Empfangsschaltung lässt sich jedoch die chaotische Schwingung rekonstruieren und somit vom Signal subtrahieren. Der Empfänger muss dazu einen chaotischen Oszillator ähnlich dem Sender besitzen, der sich mit diesem synchronisieren lässt. Als Beispiel nehmen wir einen Lorenz-Attraktor, der sich durch folgende Differentialgleichungen beschreiben lässt:
{\displaystyle {\begin{aligned}{\dot {u}}&=\sigma (v-u)\\{\dot {v}}&=ru-v-20uw\\{\dot {w}}&=5uv-bw\\\end{aligned}}}
Die Synchronisation erfolgt mit einer entsprechenden Empfängerschaltung, die durch das Signal {\displaystyle u(t)} betrieben wird:
{\displaystyle {\begin{aligned}{\dot {u_{r}}}&=\sigma (v_{r}-u(t))\\{\dot {v_{r}}}&=ru(t)-v_{r}-20u(t)w_{r}\\{\dot {w_{r}}}&=5u(t)v_{r}-bw_{r}\\\end{aligned}}}
Wir definieren den Zustand des Senders {\displaystyle {\vec {d}}=(u,v,w)}, den des Empfängers {\displaystyle {\vec {r}}=(u_{r},v_{r},w_{r})} und den Fehler {\displaystyle {\vec {e}}={\vec {d}}-{\vec {r}}}. Es lässt sich nun zeigen, dass bei {\displaystyle t\to \infty } der Fehler gegen Null strebt. Dazu subtrahieren wir zunächst die Gleichungen des Empfängers von den Gleichungen des Senders und erhalten
{\displaystyle {\begin{aligned}{\dot {e_{1}}}&=\sigma (e_{2}-e_{1})\\{\dot {e_{2}}}&=-e_{2}-20u(t)e_{3}\\{\dot {e_{3}}}&=5u(t)e_{2}-be_{3}\\\end{aligned}}}
Das resultierende System ist zwar linear in {\displaystyle {\vec {e}}}, hat aber eine Zeitabhängigkeit vom chaotischen Empfangssignal {\displaystyle u(t)}. Wir konstruieren nun eine Ljapunow-Funktion, sodass sich die Abhängigkeit herauskürzt. Die Addition der zweiten und der dritten Gleichung, wobei die zweite Gleichung mit {\displaystyle e_{2}} und die dritte mit {\displaystyle 4e_{3}} multipliziert wird, resultiert in:
{\displaystyle e_{2}{\dot {e}}_{2}+4e_{3}{\dot {e}}_{3}=-e_{2}^{2}-20u(t)e_{2}e_{3}+20u(t)e_{2}e_{3}-4be_{3}^{2}},
also
{\displaystyle {\frac {1}{2}}{\frac {\mathrm {d} }{\mathrm {d} t}}\left(e_{2}^{2}+4e_{3}^{2}\right)=-e_{2}^{2}-4be_{3}^{2}.}
Die Ljapunow-Funktion definieren wir daher als
{\displaystyle E({\vec {e}},t)={\frac {1}{2}}\left({\frac {1}{\sigma }}e_{1}^{2}+e_{2}^{2}+4e_{3}^{2}\right)}.
{\displaystyle E} ist positiv definit und es lässt sich zeigen, dass {\displaystyle {\dot {E}}\leq 0}, sodass {\displaystyle E} eine Ljapunow-Funktion ist, und daher {\displaystyle {\vec {e}}=0} ein global stabiler Fixpunkt ist, sowie dass {\displaystyle {\vec {e}}(t)} exponentiell abnimmt.